# 三公 (牌類遊戲)
三公是一種扑克牌游戏，一般會配合博彩成分。

## 玩法
首先選出莊家（通常會自薦或由主人家做莊），大家依圓圈次序排好，遊戲開始。正常來說，閒家全部下注後，莊家會切牌，再根據點數定次序，開始派牌。如此順時針每人派三張後（正反面由莊家決定），閒家開牌，將點數加起來，然後莊家開牌，並取走點數比自己小的閒家所下彩注。莊家若輸了要賠多10%彩注。
點數計算方面，只會取個位數。即使手上有三條九，但加起來亦只有7點。雖然說，7點其實不小。
三公最大的牌屬於三隻3，其次花色最大為「三公」，即三張牌均為「公仔」（公仔指JQK）。
如不是三隻3或三公，比牌原則如下：先比點數，如果點數相同則比公仔牌數量。如果點數和公仔牌數量一樣則打和，投注者可獲退款。
例如兩個玩家都是8點，手上有兩隻公仔牌的玩家會勝只有一隻和沒有公仔牌的玩家；兩個玩家一個9點沒公仔牌，一個兩隻公仔牌8點，前者（9點）勝。
所以三隻3和三公之後，第三大的牌是為「雙公九」，即兩隻「公仔」配一隻九。如此類推，齊頭0點則稱為「密籠」。即使是0點，「雙公密」（即兩隻公仔牌加一隻10點）勝「單公密」（即0點當中包含一隻公仔牌）。最差的牌是「齋密」，即0點當中沒有任何公仔牌。
賠率方面，投注者獲勝賠率是1賠1，而三隻3和三公則是1賠2。

## 範例
莊家5點，閒家A有J、9、6即是單公五，這時由閒家收錢。同點則算有公仔者勝出。如兩家點數和公仔數都一樣，則兩家都不收錢，稱為「走盤」。
莊家2點，閒家A是雙公1，莊家勝出。點數優先於公仔。